# ゲット・イット・オン?
『ゲット・イット・オン?』（GET It ON?）は、2001年公開の日本映画。2001年7月5日にキャストお披露目がされ、10月18日に完成披露試写と舞台挨拶が行われた。円谷映像によるスーパー16ミリからのブロー・アップ。レストランに籠城した気弱な銀行強盗と、3人の女子高生ウエイトレスが、大金を巡ってドタバタ劇を繰り広げる騒動を描いたアクションコメディ。

## あらすじ
フタバ、ナツミ、ヤヨイの3人の女子高生は、独特の味のボルシチを出す寂れたレストラン・モルダウでウエイトレスのバイトをしていた。そこへ、覆面をした銀行強盗が押しかけ、客の老夫婦（友治、雪江）とともに籠城する。銀行強盗は、ヘヴン伊藤という売れないロックバンド「チップスターズ」のヴォーカルで、新曲を作ったが、スタジオ代を払えないことから、犯行におよんだ。女子高生と銀行強盗に友情がめばえ、偽装立て籠もり作戦を開始し、警視庁きっての敏腕刑事・奥寺の捜査を攪乱する。人質の解放の条件にロックバンド「チップスターズ」のライヴの開催を求め、その模様が全国中継される。そして事件から数日後、事件の影響で店は大繁盛し、チップスターズもヒットチャートを賑わす人気バンドとなっていた。

## キャスト
- フタバ：周防玲子
- ナツミ：金田美香
- ヤヨイ：福井裕佳梨
- ヘヴン伊藤：ROLLY
- 奥寺：並樹史朗
- 大宮店長：武発史郎
- 東上三尉：正名僕蔵
- 友治：田代忠雄
- 雪江：佐藤しげ
- コモロンスキー：ジャンルイ・バージュ
- 岩井：上野清隆
- 山田巡査：法福法彦
- 鈴木巡査：伊藤大起
- 田中巡査：下山栄
- 恵子：松本智代美
- 黒服男：西田真吾
- The Chipstars：ROLLY（ヴォーカル）、吉本匡孝（ギター）、有近真澄（マニピュレーター）、道太郎（ベース）、Jah-Rah（ドラム）

## スタッフ
- 監督：舞原賢三
- 企画：大野祐司、三浦昌敏
- 製作総指揮：村越隆、岸秀光
- プロデューサー：椎橋晃、丸田順悟、太田裕輝
- 脚本：新間章正
- 撮影：金谷宏二
- 照明：木村匡博
- 編集：矢船陽介
- 録音：岩丸恒
- 美術：橋本優
- 衣裳：篠塚奈美、若井律子
- 音楽、主題歌：ROLLY
- スチール：奥川彰
- 特殊効果：パイロテック
- デジタルエフェクト：円谷映像ＣＧルーム、奥野浩介
- 音響効果：深田晃
- 助監督：広田幹夫

### 映像ソフト、関連商品
2002年1月31日にVHS、DVDがスパイクからリリースされた。また、2001年9月12日に映画用書き下ろし曲「SleepingSun」、「変身」のフル・バージョンを収録したサウンドトラック「Get It On?」（ULCJ-1）が、セレソンからリリースされた。
| ソフト | 発売日        | 販売元   | ASIN       |
| ------ | ------------- | -------- | ---------- |
| VHS    | 2002年1月31日 | スパイク | B00005TOME |
| DVD    | 2002年1月31日 | スパイク | B00005UJPP |